# Olapa telesilla
Olapa telesilla är en fjärilsart som beskrevs av Druce 1899. Olapa telesilla ingår i släktet Olapa och familjen tofsspinnare. Inga underarter finns listade i Catalogue of Life.